# 흥동장학당
흥동장학당(興東奬學堂)은 대한민국 전북특별자치도 고창군에 있는 일제강점기의 건축물이다. 1998년 1월 9일 전라북도의 문화재자료 제140호로 지정되었다.

## 개요
흥동장학당은 1931년 근촌 백관수, 백낙윤 등 96명의 장학계원들이 상해임시정부에 보낼 독립군자금 모집과 인재 양성 등 항일 운동을 위해 지은 건물이다.
흥동장학계는 1914년 근촌 백관수 선생이 친지 백낙윤 등과 함께 항일독립투쟁을 위하여 만든 모임으로, 성내면에서 82명, 서울 등 다른 지역에서 14명의 회원을 모집하였다. 고창지역 독립만세운동을 주도하였고, 상해임시정부에 군자금을 전달하였으며, 장학계원들이 출자한 자금으로 성내보통학교와 고창고보의 설립을 후원하는 등 민족교육진흥과 장학사업을 펼쳐 반일 독립사상을 고취시켰다. 학당의 건물은 앞면 6칸·옆면 3칸이며, 지붕은 옆에서 볼 때 여덟 팔(八)자 모양인 팔작지붕을 얹었다.
흥동장학계를 중심으로 한 독립운동의 거점 및 민족교육의 터전으로서 역사적 의미를 지니며, 건물 자체에서도 단정한 품격이 느껴진다. 비교적 전통적 수법을 고스란히 간직하고 있다.
2014년 7월 18일 국가보훈처에서는 A급사적지 현충시설로 지정하였다.

## 참고 자료
- 흥동장학당 - 국가유산청 국가유산포털